# Iam The Stripclub
«Iam The Stripclub» (с англ. — «Я — стрип-клуб») — песня, записанная австралийской хип-хоп исполнительницей Игги Азалией. Её авторами стали сама Азалия и Bobby Sessions, а продюсером выступил J. White Did It. Песня была выпущена 2 июля 2021 года в качестве второго сингла из третьего студийного альбома исполнительницы The End of an Era посредством её собственного лейбла Bad Dreams Records при поддержке Empire Distribution.

## Предыстория и релиз
Впервые о песне стало известно 7 августа 2020 года, когда Азалия раскрыла её название на своей странице в Твиттере. 9 мая 2021 года Игги сообщила, что «Iam The Stripclub» станет вторым официальным синглом из её третьего студийного альбома The End of an Era, в то время как обложка была представлена 28 июня.

## Композиция
Говоря о «Iam The Stripclub», исполнительница отметила, что трек выдержан в стиле хип-хаус и лирически не имеет буквального отношения к стрип-клубу. Азалия назвала трек «гимном самолюбия и беззаботности», подчеркнув, что для хорошего времяпровождения и развлечений людям не нужны стрип-клубы и прочие места, для этого будет достаточно хорошего настроения.

## Видеоклип
Видеоклип был выпущен вместе с песней 2 июля 2021 года, а его режиссёрами выступили Том Керр и сама Азалия. В нём исполнительница отдала дань уважения своему музыкальному видео на дебютный сингл «Work» (2013). В съёмках видео также участвовала команда танцоров из балетной группы House of Balmain и профессиональные байкеры.
Вскоре после выхода музыкального видео тысячи людей начали критиковать Азалию за её более тёмного цвета чем обычно лицо и тело, особенно общественность возмутила сцена из видеоклипа, где она предстаёт в чёрном парике. Пользователи сети обвинили исполнительницу в блэкфишинге, термине, используемом для описания белокожих людей, перенимающих черты чернокожих с помощью макияжа, загара или фотошопа. Игги обратила на это внимание и сказала:

Меня не волнует что-то настолько нелепое и безосновательное. Я ношу тональную основу от Armani оттенка 6, это тот же оттенок, который я использую последние 3 года со времён видеоклипа на сингл «Sally Walker». Внезапно я ношу чёрный парик в своём видеоклипе, и это стало поводом для возмущений. Бред. К чёрту этих людей.— интервью
.